# مشروع التأشيرة البرازيلية
مشروع التأشيرة البرازيلية هو الاسم الذي أطلقه المؤرخون على مشروع الكنيسة الكاثوليكية خلال الحرب العالمية الثانية للسماح لليهود المتحولين بالهجرة إلى البرازيل من أجل الهروب من الاضطهاد النازي في المسرح الأوروبي للحرب.

## الالتماس إلى الحكومة البرازيلية
في مارس من عام 1939، طلب العديد من أعضاء الكنيسة الرومانية الكاثوليكية الألمانية من البابا بيوس الثاني عشر المنتخب حديثًا تقديم التماس إلى الحكومة البرازيلية للحصول على تأشيرة هجرة لـ3 آلاف شخص من اليهود الكاثوليك الألمان ليستقروا في البرازيل. تبع ذلك سنتان من التبادلات الدبلوماسية، بدءاً بتوجيه من الكاردينال ووزير الدولة لويجي ماغليون إلى بينيديتو ألويسي ماسيلا، السفير البابوي في ريو دي جانيرو، لطلب تأشيرات من الرئيس جيتوليو فارجاس. تم قبول تأشيرات الدخول بشكل رسمي من قبل جيتوليو فارجاس في 20 يونيو من عام 1939.

## شروط صارمة
منذ البداية، جاءت التأشيرات بشروط صارمة، «بعضها ضروري وبعضها معوقات أخرى»، والتي أصبحت أكثر صرامة مع مرور الوقت. وكانت التأشيرات متاحة لليهود المعمدين في ألمانيا وبلدان أخرى، ولكن طُلب منهم تقديم توصية من السفارة الوطنية في بلدهم. وكان المهاجرون مطالبين كذلك بإثبات أن معموديتهم حدثت قبل عام 1933. وتم رفض منح تأشيرات لليهود البروتستانت. وشملت الشروط اللاحقة تحويل نقدي كبير إلى بنك البرازيل وموافقة مكتب الدعاية البرازيلي في برلين.

## دور الكاردينال إينيتزر
في مواجهة هذه العقبات الكثيرة، كتب الكاردينال ثيودور إينيتزر من فيينا إلى البابا بيوس الثاني عشر في 4 فبراير من عام 1941، طالباً مساعدته الفورية في منح التأشيرات، في ضوء بداية ترحيل 60,000 يهودي من فيينا، وعلى الأقل 11,000 كانوا من اليهود الكاثوليك. وأجاب أحد الردود على الصعوبات المختلفة المرتبطة بهذه الخطوة. ولم يكن إينيتزر راضياً عن ذلك، واشتكى مرة أخرى في وقت لاحق من ذلك الشهر.

## تعليق البرنامج
تم تعليق برنامج التأشيرة في 3 سبتمبر 1940 وانتهى رسميًا في 20 نوفمبر من عام 1941. ورفضت الحكومتان الإسبانية والبرتغالية الفاشية إصدار تأشيرات سفر لأولئك الذين يستخدمون تأشيرات الهجرة إلى البرازيل. وقام الكاردينال ثيودور إينيتزر بتحديث الكرسي الرسولي مرة أخرى على الوتيرة المتزايدة لعمليات الترحيل في 20 مايو من عام 1942 وحاول الفاتيكان للمرة الأخيرة مناشدة الحكومة البرازيلية في يوليو من عام 1942 وكتب الكاردينال ووزير الدولة لويجي ماغليون في ديسمبر من عام 1941 إلى الأسقف: «كما أخبرتم بالتأكيد [...] غادر العديد من المهاجرين و- يؤسفني أن أقول - حسب مما قيل لي، لم يتطابق الكثير مع القلق الذي أظهره الكرسي الرسولي نيابة عنهم».

## عدد التأشيرات
من الصعب التحقق من العدد الدقيق للتأشيرات التي صدرت. تم تخصيص 1,000 تأشيرة فقط للسفارة البرازيلية في الفاتيكان، ومعظمها - على الرغم من أنها ليست كلها - ربما استخدمت. لم يتم أبداً استخدام الـ2,000 وبقيت بين يدي المسؤولين البرازيليين في ألمانيا، ولم تستخدم حتى في الأشهر الأولى من المشروع. وكان ماجليوني«مذعوراً بشكل ملحوظ» لإلغاء البرنامج، وكان رده على السفير البرازيلي حول إمكانية إعادة البرنامج في المستقبل «غير شخصي ومثير للدهشة».

## الموقف الذي اعتمده بيوس الثاني عشر
يرى المؤرخ مورلي أهمية مشروع التأشيرة البرازيلية بأربعة أضعاف: أولاً، في إظهار اهتمام بيوس الثاني عشر «بشكل أساسي، بشكل حصري تقريبًا» باليهود المتحولين، ومشاهدة اضطهادهم في المقام الأول على أنه انتهاك لحقوق الكنيسة؛ ثانياً في تجسيد الاعتماد على الدبلوماسية، حتى «كغاية في حد ذاتها»؛ وثالثاً، في إظهار إحجام البابا عن تعكير الوضع الراهن، «حتى عندما تراجعت دولة كاثوليكية عن وعدها للبابا». وأخيرًا، استخدام الفشل السابق كـ«اعتذار» ضد المقترحات اللاحقة لمساعدة اليهود.